# Новомихайловский сельсовет (Хакасия)
Новомихайловский сельсовет — сельское поселение в Алтайском районе Хакасии.
Административный центр — село Новомихайловка.

## История
Статус и границы сельского поселения установлены Законом Республики Хакасия от 7 октября 2004 года № 66 «Об утверждении границ муниципальных образований Алтайского района и наделении их соответственно статусом муниципального района, сельского поселения»

## Население
| 2002  | 2010  | 2012  | 2013  | 2014  | 2015  | 2016  |
| ----- | ----- | ----- | ----- | ----- | ----- | ----- |
| 860   | ↗1011 | ↗1038 | ↘1010 | ↗1028 | ↘1007 | ↗1014 |
| 2017  | 2018  | 2019  | 2020  | 2021  |       |       |
| →1014 | ↗1034 | ↘1012 | ↘1000 | ↘777  |       |       |

## Состав сельского поселения
В состав сельского поселения входит один населённый пункт — деревня Новомихайловка.

## Местное самоуправление
Администрация
с. Новомихайловка, Кирова,  56
Глава администрации
- Лавринов Пётр Александрович